# 카페스트라노
카페스트라노(이탈리아어: Capestrano)는 이탈리아 아브루초주 라퀼라도에 있는 코무네이다. 그란 사소 에 몬티 델라 라가 국립공원에 위치해있다.

## 지역 출신 유명 인물
- 성 조반니 다 카피스트라노 (카페스트라노의 요한)

## 자매 도시
- 헝가리 부더
- 미국 샌후안카피스트라노